# Сейсмопротектор

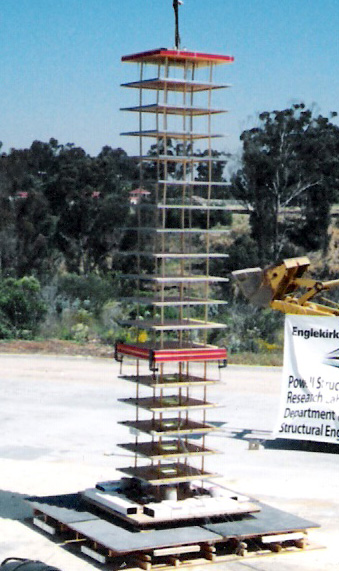
Модель 18-этажного здания на сейсмопротекторе и на виброплатформе.

Модель здания с сейсмопротектором на виброплатформе.

Сейсмопротектор — вид сейсмической изоляции, которая резко повышает сейсмостойкость строений.
Блок из четырех сейсмопротекторов способен помочь зданию значительно повысить его сейсмостойкость, доказательством чему служат испытания, проведенные на мощной виброплатформе (12×8 м) на одном из крупнейших в США испытательных полигонов, который принадлежит Университету Калифорнии в Сан-Диего и входит в национальную систему Сети инженерно-сейсмического моделирования. С помощью этой виброплатформы можно воссоздавать землетрясения любой амплитуды и частотного спектра.